# 咲う アルスノトリア
『咲う アルスノトリア』（わらう アルスノトリア）は、ニトロプラス原作によるスマートフォンゲームを中心としたメディアミックスコンテンツ。略称は「アルスノ」、「アルトリ」。キャッチコピーは「魔法は負けない。」。
ニトロプラスの20周年記念タイトルで、ニトロプラス・グッドスマイルカンパニー・NextNinjaの3社協業プロジェクトとして製作された。作品タイトルの「咲う」は「笑う」の異体字である。
スタッフィングについては、原案・メインシナリオに一肇（ニトロプラス）、メインキャラクターデザインに大塚真一郎などが起用されおり、長期間の構想を経て紡がれた独自の世界観の中で、“ペンタグラム”と名乗る少女たちを“真の淑女”に成長させていく物語である 。
2019年9月からキービジュアルと一部キャラクターやPVなど情報が公開され、2021年3月4日にNextNinjaによって開発・運営されたスマートフォン向けゲームアプリがグッドスマイルカンパニーより配信された。
2022年7月から9月までテレビアニメ版『咲う アルスノトリア すんっ！』が放送された。
なお、アニメ9話と10話の間の出来事はゲーム内ストーリーの第一章から第二章にあたる。
2022年11月現在、ドラゴンコミックスエイジとKADOKAWAより小説版とコミカライズ版が刊行されており、小説版はリデルを中心としたオリジナルストーリーとなっている。
2023年3月31日、同日13時59分をもってゲームアプリのサービスを終了した。

## 解説

### 作品成立の経緯
プロジェクトの立ち上げは2017年11月および12月から開始され、プライベートでも親交があったニトロプラス代表取締役社長の小坂崇氣とグッドスマイルカンパニー代表取締役社長の安藝貴範に、2016年にグッドスマイルカンパニーがスマートフォン向けゲームアプリとしてリリースした『グランドサマナーズ』の開発に携わったNextNinjaを加えた3社共同で創られた作品が本作である。
さらに、メインシナリオはニトロプラス所属の作家である一肇、キャラクターデザインにはNextNinjaと接点のあった大塚真一郎を含む多数のイラストレーターによって構成された。
企画書も1ヶ月ほどで出来上がり、当初は1年の開発期間でリリースする計画だったものの、ニトロプラス側の作品イメージをNextNinjaによって忠実に再現するため、さらには新型コロナウイルス (COVID-19) 感染症の影響によって最終的に配信できるようになるには約3年の年月を要した。
とりわけ、小坂はゲーム内の編成画面においてキャラクターの身長差を再現することを求めるなど細部までこだわった。

### 作風・特徴
「かわいい対カッコイイ」が作品コンセプトのひとつとなっており、「魔法」という存在に対してペンタグラムと敵対関係にある「騎士」には美形の男性キャラクターが設定されている。
シナリオを担当した一は彼らを“天敵”と位置付けており 、騎士登場シーンでは直前に黒色の背景に赤文字で「Warning」と書かれたアニメーションが差し込まれる。
また、ユーザーや視聴者に想像してもらうために制作側から具体的な内容を説明をしないようにしており、アニメ公式サイトでも伝承の魔法使いの部屋を“あの部屋”と間接的に表現している。
シリーズ構成と脚本を担当した後藤みどりも「トリちゃん達の日々が、楽しく、愛情に満ちたものであることを願いながら、物語を書かせて頂きました。」とコメントしており、1話でのピカトリクスの何気ないタッセオグラフィーは2話での騎士の異端狩りを暗示し、それがきっかけで3話ではアルスノトリアの嗅覚を取り戻すために奔走するなど、あくまでも「楽しい日々を願いながら」という基準で描かれている。
ゲーム版とアニメ版ともに数多くの料理が登場し、その種類は「ヴィクトリアンサンドウィッチ」など現実世界にも存在するものから「コトリ鳥と朝焼けソース仕立てのパスタ」といったオリジナルの料理など多岐にわたる。

### ゲームシステム
物語を進める「アドベンチャーパート」、ペンタグラムたちを指揮して戦う「バトルパート」、ペンタグラムたちにスキルや特性を習得させる「育成パート」で構成される。
各ペンタグラムには熱、水、風、光、滅という5種類の「属性」と、ストライカー、ヒーラー、アクセラー、ウォールダー、ジャマー、ブレイカーという6種類の「ギフト」と呼ばれる固有能力から、それぞれ1つずつ保有している。バトルパートにおいてプレイヤーは属性の相性やギフトの特性を活かすことで、バトルを有利に進めていくことが出来る。
また、ペンタグラムが使用する「秘術」を2人以上繋げることで「連携（リンク）」が発動し、秘術の威力を上昇させたり、バフ効果の持続時間を伸ばすことが可能となる。
ガチャではキャラクターの他に「シジル」と呼ばれる装備アイテムを入手することが可能で、シジルを装備することでペンタグラムに多彩なスキルや特性を習得させ、ステータスも上昇させることが出来る。

## 登場人物
声の項は、ゲームとテレビアニメ版の声優。

### アシュラム
伝承の魔法使い
本作におけるプレイヤーの立ち位置となる人物。外観は男女の風貌かつ、それぞれ3通り分から選択する。
物語は記憶喪失の状態で、突如として魔法学園都市アシュラムにたどり着いたところから始まる。アシュラムの教師の推薦で新任の教師の任につく。独学で勉強し、ペンタグラムたちと交流しながら共に過ごしていく。ペンタグラムたちからは「伝承の魔法使い」「ウィズさま」と呼称されている。
アニメとなる「すんっ！」でも登場しているが、顔の部分がぼかされる形で描かれている。
アルスノトリア
声 - 久野美咲
第五寮所属。ロウアークラス。熱属性。ギフトは不明。
愛称はトリ。ある理由から微笑みをなくしてしまったペンタグラム。匂いに敏感。"レメゲトン五姉妹"の末妹。紅茶のミルクは多めが好き。
モチーフはレメゲトンの魔術書の5番目の書である『アルス・ノトリア（別名アルス・ノヴァ）』から。レメゲトンの魔術書の中では長いこと失われていた魔術書で1990年代に発見された。ソロモン王がミカエルより授けられたとされている。
メル
声 - 花井美春
第五寮所属。ロウアークラス。光属性。ギフトはアクセラー。
誰とでも仲良くなれる、飛び抜けて明るいペンタグラム。書の由来については謎が多い。相槌の名人で「ふむふむふむ」と相槌をして会話に加わるが、小難しい話は理解できていない。ただ本人はそんな自分をも大らかに受け止めている。紅茶のミルクは後から注ぐタイプ。
モチーフは旧約聖書の三大預言書の一つであるエゼキエル書に登場する『メルカバー（神の戦車）』。
小アルベール
声 - 富田美憂
第五寮所属。ロウアークラス。風属性。ギフトはヒーラー。
愛称は小アル。狭いところを好むマイペースなペンタグラム。左手には包帯を巻いており、普段は極端なほど無口だが重要な場面では突如多弁になる。運動系は苦手だが、学業はよい。
モチーフは『小アルベール』。栄光の手の呼び出し方などの魔術が記載されている。1900年ごろはこの書を黒魔術の書として忌避されていた。
ピカトリクス
声 - 幸村恵理
第五寮所属。ロウアークラス。水属性。ギフトはウォールダー。
淑女言葉を自らに課し、万事お行儀よくこなす優等生。実はかなりのおっちょこちょい。自称「クラス委員長」。淑女教則本を愛読している。アブラメリンのことを「アブラさん」と呼ぶ。基本的に淑女節だが、感情的になると淑女節を忘れる。スコーンにはクロテッドクリームを先に塗る派。
モチーフはアラビア語で書かれた魔術書である『ピカトリクス』から。魔術や占星術を総合的に記した魔術書である。
アブラメリン
声 - 松井恵理子
第五寮所属。ロウアークラス。熱属性。ギフトはストライカー。
総じてクールという言葉の似合うペンタグラム。単刀直入な話し方をするため周りからは怖いと思われがちだが、友情に厚い。色恋沙汰には誰よりも初心であり、恋愛系の話題にはすぐに頬を染める一面を持つ。趣味は水泳。スコーンにはジャムを先に塗る派。
モチーフは『術士アブラメリンの聖なる魔術の書』。アブラメリンより授けられた書であるとされる。天使や悪魔の召喚術が書かれている。
ヴォイニー
声 - 花守ゆみり
第九寮所属。ロウアークラス。水属性。ギフトはヒーラー。
購買部でアルバイトをしている。独特な擬音言語を放ち、アルスノトリアのことを「桃毛娘」、メルを「ヘソ」など独特で身も蓋もないニックネームで呼ぶ。
モチーフは『ヴォイニッチ手稿』。不明な文字で記載されており、いまだに解読されていない。
ヴェラム
声 - 藍原ことみ
第六寮所属。アッパークラス。滅属性。ギフトはストライカー。
第六寮の監督生。成績優秀だが裏生徒会長と噂される人物。ピカトリクスと同じく口調は淑女節であるが、彼女とは不仲。非常に毒舌だが、自分を高める努力家でもある。
モチーフは『真正奥義書』。召喚のための道具（生贄や死者を含む）や呪文などが記されているが、原本は既に失く、ヨーロッパ各地で翻訳されたコピー版しか現存しないため記載されている内容には微妙に差異がある。
ソーン・H
声 - 鬼頭明里
第六寮所属。アッパークラス。滅属性。ギフトはストライカー。
涙もろく真面目すぎる潔癖症の女剣士。学業や運動実技などはトップレベルだが、曲がったことは大嫌いな性格ゆえに絵を描くとほとんど直線になってしまう。周りからは「直角女」や「石頭」などと呼ばれている。
モチーフは『ホノリウスの誓いの書(The Sworn Book of Honorius)』。テーベのホノリウスという人物が写本し、弾圧から逃れるためにいくつかの誓約が書の冒頭に記されているのが名前の由来。
ラジ
声 - 古賀葵
第十二寮所属。プレップクラス。光属性。ギフトはヒーラー。
知識と神秘の化身。学園内を彷徨う姿は天使のようであり、生徒たちの悩みを聴くことも多い。四字熟語が好き。
モチーフは『天使ラジエルの書』。大天使ラジエルが持つこの世の全ての知識と神秘をまとめた本。大天使ラジエルがこの本をアダムに授け、それが子孫のノアに受け継がれたことでノアの方舟を乗り切ったとされる。
パラミル
声 - 村井美里
第四寮所属。ロウアークラス。風属性。ギフトはストライカー。
些細なきっかけからでも結合（カップリング）を妄想する。体育会系でサッパリした性格だが文芸部の部長である。
モチーフはパラケルススによる『オプス・パラミルム（Opus Paramirum）』。1531年ごろに執筆されたとされるパラ三部作の三作目。2冊からなる本書は冒頭でヨアヒム・ヴァディアンにスコラ学派による医学の誤りを捨てて真理の愛好家であることを前書きしている。また、当時主流だった四元素説を否定。塩（固体性）、硫黄（燃焼性）、水銀（液体性）という3つの主要物質の結合が人の健康を左右すると論じている。また、人体にはさらなる次元、すなわち化学的な原理では説明できない側面（unsichtbar）があり、それらの病気のプロセスは全く別の形での説明が必要だと主張した。
エンキリディオン
声 - 清水彩香
第八寮所属。アッパークラス。滅属性。ギフトはストライカー。
魔方陣を描かせたら右に出るものはいないとされ、ロウアークラスで講師を務めることもある。リアリストで全てがギブアンドテイクの精神なため、面倒見はよくない。座右の銘は「卑怯さは強さ」。趣味はバイオリンの演奏と読書と散歩。ダンスとお茶会が好き。
モチーフは『教皇レオのグリモア』。教皇レオ3世に帰せられる偽典。カリブ海植民地における魔術の基礎となった。
ネクロマンティア
声 - 日笠陽子
第十一寮所属。アッパークラス。滅属性。ギフトはヒーラー。
薬草学に精通したシスター。ド天然なのでシスターでありながら悪気なく毒舌を吐いてしまう。
モチーフは『ネクロノミコン』。魔術によって死者を蘇生させる術が書いてあるとされる。
ロガエス
声 - 明坂聡美
第二寮所属。ロウアークラス。滅属性。ギフトはストライカ
いるかも定かでない天使ウリエルさまの言葉を聞く妄想系神託少女。ボーッとしてるのが何よりも好きで、何もしないで良いのなら何もしたくないふわふわとしたペンタグラム。周囲からはウリエルさまは見聞きできないこともあり実在しないと思われているが、本人はそのお言葉に従って行動する。
モチーフは『ロガエスの書』。別名はエノク書、神の言葉の書。学者であり当時エリザベス1世の占い師でもあった魔術師ジョン・ディーと霊視者エドワード・ケリーが大天使ウリエルとの交信を書き留めたもの。魔術やオカルティズムの秘密を伝えた内容とも言われるが、ヴォイニッチ手稿と同じく未解読である。
ソフィ・アンタゴニスタ
声 - 愛美
第七寮所属。ロウアークラス。滅属性。ギフトはジャマー。
嘘から生まれたペンタグラム。そのため何事も信じず基本的に嘘しか言えない性質を持ち、その性質をもって生まれた理由を探し求めている。気がつくと手をポケットに入れる癖があり、同じ名を持つソフィとは相性が悪い。他の生徒からは「ソフィア」「ソフィアちゃん」などと呼ばれる。
モチーフは『ナグ・ハマディ写本(Nag Hammadi library)』とそれに含まれる重要な概念。まず、ナグ・ハマディ写本とはエジプトで発見されたグノーシス主義における重要な古文書群である。次に、この写本のコーデックスIIには『この世の起源について』という項目 がありピスティス・ソフィアと同じ系列である一方で、その中にはギリシア語で混沌の子を意味するヤルダバオート（Yaldabaoth）という物質世界を創造した神が登場する。ヤルダバオートは無知と傲慢の象徴として描かれ、ソフィ・アンタゴニスタという名はグノーシス主義において神聖な知恵や霊的な啓示の根源を意味するソフィア（ソフィ）のアンタゴニストから由来する。また、『この世の起源について』の序文で「神々も人々もカオス以前には何も存在しなかったと言うが、彼らはカオスの起源とその根源を知らないのでそれらは嘘であることを証明する。」と記述されており、さらに自身がヤルダバオートと名付けられた理由はピスティスによるものであることを知る。ちなみに、ヤルダバオートはネコ科であるライオンの頭を持ち、ソフィ・アンタゴニスタも猫耳がついたフードを被っている。
ジスオルド
声 - 紡木吏佐
第九寮所属。ロウアークラス。滅属性。ギフトはストライカー。
イェツィ・セファー
声 - 中村桜
第七寮所属。ロウアークラス。滅属性。ギフトはアクセラー。
好奇心旺盛であらゆることに「なぜですか！？」と疑問を持つため、学園内で「なぜなぜ星人」のあだ名がついた。趣味は植物いじり。
モチーフは『形成の書』。原典の正確な執筆時期はもちろん、なぜ執筆されたかも未だ不明である。10のセフィラについての記述も見られ、TipherethとAin Soph Aurはゲーム内でのスキル名と秘術名に採用されている。
パウリナ
声 - 悠木碧
第三寮所属。アッパークラス。水属性。ギフトはウォールダー。
アルスノトリアの姉の1人。普段から特殊寝袋を着込んでおり、至書塔に引きこもっている。学園長のソローに次ぐ知識量を持つ。
モチーフはレメゲトンの魔術書の3番目の書である『アルス・パウリナ』から。善なる精霊のみを取り扱っている。2部から構成され、惑星時間を活用した24の霊の召喚と黄道十二宮を司る360の霊の召喚が記されている。召喚には占星術や金属加工など幅広い知識を必要とする。
メラル
声 - 友永朱音
第一寮所属。ロウアークラス。風属性。ギフトはブレイカー。
第六子
声 - 近藤玲奈
第六寮所属。ロウアークラス。光属性。ギフトはアクセラー。
第七子の姉。彼女からは「六ちゃん」と呼ばれている。口調も性格ものんびりとしており、妹思い。日常から小さな幸せを見つけるのが趣味。
モチーフは『モーセ第六・第七の書』。九階級の天使や四元素の霊らを召喚する方法全般が記されている。
第七子
声 - 小澤亜李
第六寮所属。プレップクラス。光属性。ギフトはブレイカー。
第六子の妹。彼女からは「七ちゃん」と呼ばれている。姉とは対照的にネガティブな性格で、隙を見つけてはいつも持ち歩いている大きな棺に入って寝てしまう。
モチーフは『モーセ第六・第七の書』。第六の書を補うように図や印章が記載されており、印章にはヘブライ文字や未知の文字が使われている。
大アルベール
声 - 青木瑠璃子
第四寮所属。アッパークラス。ギフトはヒーラー。
小アルベールの姉。通常、生徒だけでアシュラムの外に行くことは出来ないが、彼女だけはソローから特別に許可されており外の世界の物をアシュラムに持ち帰ってくる。
モチーフは『大アルベール』。女性が病気の際に適切な治療が行われることを目的として発生学、天体の影響、妊娠の兆候、石、動物、自然の神秘、薬学など多岐に渡って記されている。
リトルゴエティア
声 - 小清水亜美
第十寮所属。プレップクラス。熱属性。ギフトはブレイカー。
退廃と嘆きを喜ぶ地獄の女王であり悪魔の王国の王。彼女が持つ真鍮製の武器「芝の助」はリトルゴエティアの自作であり、喋り、戦い、彼女の執事的なこともできる。騎士を前にしても怯まぬ度胸さを持つが、転んだだけで大泣きするなど年相応の様子もうかがえる。悪魔階級の中でも上位に位置する七十二柱のアスタロトのことを「アスたん」と呼ぶ。プレップクラスであるが、アルスノトリア達からは「ゴエティアさま」と呼ばれている。
モチーフは『ゴエティア』。アブラメリン曰く、彼女はその一部。アルス・パウリナとは対照的に悪しき精霊のみを取り扱っている。
ルシダリウス
声 - 白城なお
第八寮所属。ロウアークラス。水属性。ギフトはジャマー。
伸縮自在な青く長い髪を身に纏い、地相学や土占いに秀でている。頑固である反面、寂しがり屋な一面もある。アルヴェテとは犬猿の仲。秘術名にあるアキッシオは土占いにおいて成功・獲得・内面から理解などを意味する。
モチーフはアバノのピエトロが書いたとされる『ルシダリウス』。16~17世紀頃にシチリア島で流通し、主に土占いについて記述されている。
トゥドル
声 - 荻野葉月
第十一寮所属。プレップクラス。風属性。ギフトはアクセラー。
雲や自然と会話し、笑顔で明るく「死」について語る癒し系ネガティブ。語尾に「な」をつけて話すのが特徴。
モチーフは『チベット死者の書』。臨終から四十九日の間に死者の耳元で読み上げられる枕経である。死から中陰を経て再度女性の胎内に宿るまでが記述されている。
ヘルファウスト
声 - 菅沼千紗
第八寮所属。ロウアークラス。滅属性。ギフトはストライカー。
基本的に常に寝ているペンタグラム。眠り姫のヘルファウストの代わりに関西弁で喋るパペット人形めっふぃ〜を右手にはめている。授業中に先生から指名されるとどんな問題に対しても正解できるが、めっふぃ〜曰く、極端にやる気がないため試験の点数は悪い。至書塔の本から生まれた「地の果てまで戦い続けたペンタグラム」や「地獄送りのヘルファウスト」といった虚実入り混じった噂を有する。
モチーフはヨハン・ファウストに起因する『地獄の制約(Höllenzwänge)』。四元素の精霊の使役に関する記述があり、スキル名も四大精の饗宴である。めっふぃ〜のモチーフは悪魔メフィストフェレス。
ヌクテメロン
声 - 本渡楓 
第三寮所属。ロウアークラス。水属性。ギフトはアクセラー。
天使ゲニウスの力を使役し、自信満々で策をめぐらす軍師系ペンタグラム。口癖は「我に策あり！」。ゲニウスによる犬の力や鳩の力の使い道はヌクテメロン自身もわかっていない。運動が嫌い。
モチーフはティアナのアポロニウスによる『ヌクテメロン(Nuctemeron)』。秘伝伝授のための十二の作業が書かれており、本書に登場する「十二の象徴的な時間(The twelve symbolical hours)」には稲妻や星を支配する力もあれば鳩や計算を支配する力もある。また、ヌクテメロンの秘術名としても採用されている。
アルヴェテ
声 - 白石晴香
第七寮所属。ロウアークラス。光属性。ギフトはジャマー。
物怖じしない性格のペンタグラム。自称「界層特務管理官」。界層をあるべき形に導くという名目でアシュラムの学則を勝手に作り出すことから「ひとり風紀委員」「ロンリー大将」のあだ名がついた。左目の下にほくろがある。
モチーフは『アルバテル(Arbatel De Magia Veterum)』。1575年にスイスで出版され、作中において「古代人の霊智にして異邦人の魔術」と述べられているように、キリストの言葉や新約聖書の物語が引用されるなどキリスト教の色合いが濃い。著者は不明であるが、ルネサンス期の魔術に精通し、パラケルススとヘルメス主義に傾倒していた人物によるものとされる。主に天使階位と人の関係について語られ、「神智学」を神学の代名詞としてではなくオカルト的な意味で使用した最初の書であり、人間的な知識 (anthroposophia) と神的な知識 (theosophia) を区別した。
フルカネルリ
声 - 上田麗奈
第二寮所属。アッパークラス。光属性。ギフトはウォールダー。
骨を愛し、秘密は秘密として守られるべきと思う気持ちとは裏腹に、知りたくないことまでも骨から相手の秘密を知り得てしまう性質を抱えて苦悩する。相手の頭や頬を撫でる癖がある。無理に本心を暴こうとも秘密を解くことに無理強いもせず、言葉や態度にも嘘がないメルに対しては安心感を感じる。
モチーフは『妖蛆の秘密』。16の章から構成され、蛇神、古代エジプトの信仰や記録から抹消されたファラオの秘密、アフリカの秘匿知識、不可視の存在についてなどが記載されている。
トトン
声 - 七瀬彩夏
第一寮所属。ロウアークラス。熱属性。ギフトはブレイカー。
家臣である篋は玉座と戦車と寝具を兼ね、基本的にこれに乗って移動する。篋は喋ることは出来ないがトトンの言葉を理解することは可能。一人称は「僕」。好きな場所は至書塔。
モチーフは『トートの書』。ヘルメス・トリスメギストスが書いたといわれ、エメラルド・タブレットもこの１つであると言われる。エメラルド・タブレットはファラオでもあったアレクサンドロス3世が発見したとも伝えられ、トトン自身も「生まれながらの王」を自負している。
岐伯
声 - 本多真梨子
第三寮所属。プレップクラス。風属性。ギフトはストライカー。
天真爛漫な仙伯の師匠。一度完成したゆえに全てを忘れてしまったペンタグラム。一人称は「わし」で語尾に「ぢゃ」がつく。桃や遊ぶのが好き。
モチーフは『黄帝内経』で登場する岐伯。
ソフィ
声 - 愛美
第二寮所属。ロウアークラス。ギフトはブレイカー。
ソフィ・アンタゴニスタと同じターコイズカラーの目をし、同じ正義のヒーロー『スーパービューティフル天使ピスティス』を名乗るペンタグラム。その正体はソフィであるとアシュラム中の生徒が知っているが、ソフィ本人は隠し通せていると思っている。普段は表地が青で裏地は白のコートに身を包むがリバーシブルになっており、天使ピスティスになる際には表地が白になるように着用する。
モチーフは『ピスティス・ソフィア(Pistis Sophia)』。3世紀から4世紀頃に書かれたと推測されているグノーシス派の福音書教典。復活したイエス・キリストとマグダラのマリアら弟子が対話する形式でコプト語で書かれている。ピスティスは信仰、ソフィアは霊的知恵を意味し、ソフィアが低次の領域に堕ちてからの救済を求める物語を主に描いている。ナグ・ハマディ写本同様にグノーシス主義の思想や教義を伝える重要な文献であるが、前者が多様なグノーシス主義の教えや宗派を反映する多数の文書を含む一方でピスティス・ソフィアは単一の文書であり、特にソフィアの物語とその救済に焦点を当てている。
フィグレ
声 - 上田麗奈
第五寮所属。ロウアークラス。滅属性。ギフトはブレイカー。
科学実験と料理が好きで、非科学的なことや目分量などといった再現性のないことが嫌い。可愛さを自負しており、口癖は「理にかないません」。
モチーフは14世紀の錬金術師ニコラ・フラメルによって書かれたとされている『象形寓意図の書 (Le Livre des figures hiéroglyphiques)』。フラメルは賢者の石を製造したという伝説があり、その製造方法をフラメルが書き記したのが本書である。象形寓意図とは、錬金術に関わる技法を錬金術の素養がある人物のみが解読できるように寓意的な絵図で示したもの。また、作中にてフィグレも偶然ではあるが賢者石を作り出すことに成功している。
カラドラ
声 - 伊藤彩沙
第十寮所属。ロウアークラス。光属性。ギフトはストライカー。
猫耳のような髪型をし、オレンジと青のオッドアイ。ルールを覚えたり1つの物事を長時間続けるのが苦手である。47の伝承が継ぎ合わされたため舌っ足らずだが、優しく人懐っこい性格。趣味はパッチワーク。特性にあるノルンとは北欧神話に登場する神のことである。
モチーフは『ガルドラボーク』。16〜17世紀ごろに書かれたと推察されているアイスランドの呪術書。複数の魔術師によって47種の呪文が記されている。
リデル
声 - 茅原実里
第十寮所属。ロウアークラス。滅属性。ギフトはブレイカー。
兵隊口調のポンコツキャラ。指導するものにして、遠征者ヘタエルよりその力を授かった。いつも大きなリュックサックを背負っているので度々ドアに引っかかる。小説版では彼女がメインで書かれている。好きな場所は訓練塔。
モチーフは『アルマデル奥義書（Grimoire of Armadel ）』。軍隊を導き、火曜日に招聘される霊の「ヘタエル」はあらゆる武器を不死身にできる。また、ヨシュア記においてヨシュアはイスラエル軍が敵を追い詰めた際に大声で祈って太陽と月の軌道を丸一日停止させた後、敵を全滅させたとされる。本書でヘタエルとそれを使役する者は同じように敵の軍隊を破壊することができると書かれている。
ナチュラリス
声 - 佐々木未来
第十一寮所属。アッパークラス。風属性。ギフトはアクセラー。
おっとりのんびりとした性格で、いつも肩から大切な思い出が刻まれた幻灯機をぶら下げている。彼女の周りに勝手に生えてくる植物に実る果実や野菜はとても美味しく、染料の素材や薬草など人の役に立つものが多い。好きな場所は陽が降り注ぐ場所。
ウォルパラ
声 - 新田ひより
第四寮所属。ロウアークラス。風属性。ギフトはウォールダー。
語尾に「ッス！」とつけて話すペンタグラム。パラミルと同じ文芸部に所属している。
モチーフはパラ三部作の一作目である『ウォルメン・パラミルム（Volumen Paramirum）』。大槻真一郎の訳による『奇蹟の医書』（工作舎）が本書の日本語訳版にあたる。病気の原因として「自然因」「天体因」「毒因」「精神因」「神因」を挙げている。また、本書において、パラケルススは「人間の誕生から死に至るまでは天体が影響している」という従来の考え方に異議を唱えた。そのためパラケルススは、もし仮に最も幸運な惑星や星の下に生まれても、世代によってもたらされる血（いわゆる遺伝）によっては相反する人物になると述べている。
パラグラヌム
声 - 山本亜衣
第三寮所属。ロウアークラス。風属性。ギフトはストライカー。
この世のすべての病魔を憎むペンタグラム。体内から毒を排出してしまうため、烏を象ったマスクを身につけている。好きな場所は銀杏の木の根本。
モチーフはパラ三部作の二作目の『パラグラヌム（Paragranum）』。1529年から1530年ごろに執筆されたとされる医学書。彼の著作の中で最も完全な形で、彼の理論と実践の全体系を凝縮して説明したものである。本書の中でパラケルススは星辰的な精髄を含む第五精髄の概念について述べつつ、医学を支える四つの支柱として、哲学、天文学、錬金術、医師の倫理を挙げた。さらに、従来のドグマティズムや薬の価格を法外に設定する医師に対して「彼らの理論は問題だらけであり、淘汰されるべきものである。彼ら自身がそれを理解しているからこそ、彼らは私を批判するのだ。」と痛罵している。大槻真一郎と沢元亙の訳によって工作舎より『奇蹟の医の糧』が出版されている。
ディウーネ
声 - ファイルーズあい
第九寮。アッパークラス。熱属性。ギフトはウォールダー
他のペンタグラムの相談にも乗る愛の伝道師。500通りのポージングに精通し、それらには占魔術が宿る。自称アシュラムの学生アドバイザーだが、「それはすべて愛です」で終わってしまう。
モチーフはイランの詩人であるハーフェズによって書かれた『ハーフェズ詩集』。叙情的でスーフィズム特有の象徴的な文章が用いられ、イスラム圏ではこの本などを用いた本占いの文化がある。なお、文中にはイスラム教で禁じられている酒が度々登場するが、これは酒そのものではなく「神への愛」に酔うという意味である。
アダルヴァ
声 - 齋藤綾
第十寮所属。ロウアークラス。熱属性。ギフトはウォールダー。
優しく穏やかで、料理上手なペンタグラム。不意に芽生える嫉妬心を鍋に封じ、人を活かす料理へと転じる。
モチーフは『アタルヴァ・ヴェーダ』。ヴェーダと呼ばれる古代インドにおける一連の宗教文書のうちの1つ。紀元前1000年ごろに書かれたと推察されており、インド最古の文献とも言われる。のちにウパニシャッドにおいて確立される梵我一如の先駆けともされ、その内容は悪魔祓いや商売繁盛、男女の恋愛に関する呪文などが書かれている。
アントロポソフィア
声 - 木野日菜
第四寮所属。ロウアークラス。熱属性。ギフトはジャマー。

グラムエルト
声 - 福圓美里
第十二寮所属。アッパークラス。水属性。ギフトはブレイカー。
万徳姫
声 - 古賀葵
第十寮所属。アッパークラス。水属性。ギフトはストライカー。
D・スコレイ
声 - 村井美里
第八寮所属。アッパークラス。滅属性。ギフトはブレイカー。
ウィッカ
声 - 朝日奈丸佳
背伸びして「お姉さん」ぶる、おませな幼女ペンタグラム。生活の知恵をまとめた彼女のメモ帳は、影の書と呼ばれる。
モチーフはウイッカ。作中では彼女の生活の知恵をまとめたメモ帳は影の書と呼ばれ、その由来もウイッカにおける『影の書（Book of Shadows）』である。影の書には魔術の記録や祈りの言葉、他の魔女から受けたインスピレーションなどを記録していたため、魔術書・人生の指針集・日記的な複数の側面を持っており、持ち主が亡くなると持ち主が魔女であったことを隠すためにも書は燃やされる。なお、本書については1960年以降に多くの海賊版が世に出回った。
第七寮所属。プレップクラス。ギフトはアクセラー。
ヘプタメロン
第六寮所属。ロウアークラス。ギフトはアクセラー。
レッド
第九寮所属。プレップクラス。ギフトはストライカー。
お宝を求め、七つの海を巡る日を夢見る海賊娘ペンタグラム。自由を求め、度々アシュラムを脱出しようとしては怒られている。
モチーフは『西境の赤表紙本（Red Book of Westmarch）』。指輪物語やホビットの冒険の原本とされる架空の本。指輪物語などは、本書の写本からJ・R・R・トールキンが指輪戦争に関する箇所を英語に翻訳して本にしたという設定である。
センチュリオス
第一寮所属。ロウアークラス。ギフトはストライカー。
モチーフはノストラダムスによる『百詩篇集 (Les Centuries)』。3797年までの予言が書かれている予言集で、恐怖の大王もこの予言集から登場した。
ナダ
声 - 河瀬茉希
第七寮所属。アッパークラス。ギフトはウォールダー。
ミドラシム
声 - 遠野ひかる
第七寮所属。ロウアークラス。ギフトはアクセラー。
仙伯
声 - 奈波果林
第三寮所属。アッパークラス。ギフトはジャマー。
ペレト
声 - 小坂井祐莉絵
第一寮所属。プレップクラス。光属性。ギフトはストライカー。
モチーフは古代エジプトの『死者の書』。古代エジプトにおける死者の埋葬品の一つであり、亡くなった者の復活と永遠の命の獲得を助けるための呪文が書かれている。時代や死者の地位によっても内容は異なるが、とりわけオシリスらによる審判で生前に罪を犯さなかったことを誓う呪文や、死者の魂が不要なことを口走ることを防ぐ呪文などが有名。
アルヴェルレギス
第十二寮所属。プレップクラス。ギフトはストライカー。
モチーフは『法の書』。20世紀最大の魔術師アレイスター・クロウリーがAiwassと名乗る存在より授かった。この書の根幹の思想は「汝の意志することをなせ、それが法の全てとなろう」である。
ソロー
声 - ゆかな
アシュラムの学園長だが性格は天然。学園長ソローの部屋が星見塔にある。
モチーフは『ソロモンの鍵』。
ハミット
声 - 井上麻里奈 
アシュラムの教師陣のひとり。黎明塔の主でありシジルに精通する。
ペルデラ
声 - 泊明日菜
自称「超絶魔法生物」の影猫。正体、年齢、性別不明。魔法のうんちくだけは呆れるほどもつ、アシュラムのご意見番。役に立たないことはない、程度の精霊のひとり。後ろ足二本で立ち、大きな帽子と臙脂色の蝶ネクタイをしている。影の中を自在に移動できるので影のある場所ならどこにでも現れる。生徒たちからも「ペル」の愛称で慕われており、メルからはペットやマスコットキャラクターと言われるがアシュラムの教師陣の1人。
精霊
声 - 松田利冴・松田颯水
アシュラムを支える縁の下の力持ちたち。語尾に「ナリー」をつけて話す。店員や司書、シェフ等それぞれに役割がある。かつて存在した『精霊の職務の書』にも数多の精霊の役割が記載されている。

### 騎士団
ヨハン・ツヴィングリ
声 - 津田健次郎
カンタベリ修道騎士団・団長。
名前の由来はフルドリッヒ・ツヴィングリ。
リュシアン・ブツァー
声 - 小林親弘 
第一部隊・部隊長。卓越した剣技から『白煌』の勇名を持つ。
名前の由来はマルチン・ブツァー。
ブルーノ・カスパル・ブリンガー
声 - 安元洋貴 
第二部隊・部隊長、並びに副団長。騎士団きっての武闘派で『雄牛』、『血槍』、『火の玉』など数多くの勇名を持つ。
名前の由来はハインリヒ・ブリンガー。
エルバート・ノックス
声 - 小野友樹 
第五部隊・部隊長。『百雷』の異名を持つ。
名前の由来はジョン・ノックス。
アラン《メラヒト》カペル
声 - 白井悠介
第六部隊・部隊長。銃の名手であり、『青炎』の異名を持つ。
名前の由来はフィリップ・メランヒトン。
クリストッフェル・デジデリウス
声 - 小林裕介
第七部隊・部隊長。騎士団の中で最年少の天才レイピア使いであり、『剣精』の異名を持つ。
名前の由来はデジデリウス・エラスムス。
アルフレート・フス
声 - 浦田わたる
第九部隊・部隊長。目的のためには手段を選ばないことから『狂犬』の異名を持つ。
名前の由来はヤン・フス。
アルベリック・グリザール
声 - 相沢まさき
第十三部隊・部隊長、並びに参謀長。無数の戦場で軍功を重ねたことから『鬼謀』の異名を持つ。

## 登場予定だった人物
2022年12月22日、作中には登場しなかったが登場予定だったペンタグラムらが公開された。

### ペンタグラム
イスメル
第十一寮所属。ロウアークラス。ギフトはジャマー。
マセプラ
第九寮所属。アッパークラス。ギフトはウォールダー。
ポウエル・ノイア
第八寮所属。ロウアークラス。ギフトはストライカー。
パーフ
第十二寮所属。ロウアークラス。ギフトはジャマー。
シクドク
第十一寮所属。アッパークラス。ギフトはストライカー。
フィロNo.4
第四寮所属。ロウアークラス。ギフトはジャマー。
第八子
第八寮所属。プレップクラス。ギフトはストライカー。
アルマデル
第四寮所属。ロウアークラス。ギフトはジャマー。
モチーフはレメゲトンの魔術書の4番目の書である『アルス・アルマデル・サロモニス』。
D・G
第十二寮所属。ロウアークラス。ギフトはストライカー。
アルダライア
第十二寮所属。ロウアークラス。ギフトはストライカー。
モチーフは『アルダライアの書(Book of Aldaraia)』。別名ソイガの書。16世紀にジョン・ディーが所有していたとされる本。
ハロム
第八寮所属。アッパークラス。ギフトはジャマー。
ゾーハル
第三寮所属。アッパークラス。ギフトはアクセラー。
モチーフは『ゾーハル』。光輝の書とも呼ばれ、ユダヤ教の秘法やカバラの密儀が記されている。タンナイームのラビ・シモン・バル＝ヨハイによって2世紀に執筆されたとされるが、実際には13世紀にラビ・モーシェ・デ・レオンがそれまでカバラ学派の間で異なっていた解釈や教理を統合および整合化させた書物。
アイエル
第九寮所属。アッパークラス。ギフトはブレイカー。
キュラニデス
第七寮所属。ロウアークラス。ギフトはストライカー。
モチーフは『キュラニデス (Cyranides)』。4世紀に編纂されたギリシャ語の魔術・医学書。ヘルメス文書の一つ。西洋の錬金術の歴史や新約聖書の研究（特に言葉の意味や魔術的・宗教的な慣習）についての資料が含まれている。
百王
第二寮所属。ロウアークラス。ギフトはジャマー。

## スタッフ
- 原作 - ニトロプラス
- 原案・メインシナリオ - 一肇（ニトロプラス）
- メインキャラクターデザイン - 大塚真一郎
- アートデザイン - 秋屋蜻一
- アシュラムデザイン原案・OPアニメーション - Waboku
- 主題歌 - 「世界を救うのはケーキのあと」（作詞・作曲 - 40mP）
- 音楽 - 芦沢英志
- クリーチャーデザイン - 松浦聖
- 精霊デザイン原案 - 天野喜孝
- 開発・運営 - NextNinja
- 配信 - グッドスマイルカンパニー

## テレビアニメ
『咲う アルスノトリア すんっ！』のタイトルで2022年7月から9月までAT-Xほかにて放送された。アシュラムで生活するペンタグラムの少女達の日常を中心に、一部シーンで騎士の暗躍と共に描かれる。

### スタッフ（テレビアニメ）
- 原作 - ニトロプラス[77]
- 原案 - 一肇[77]
- メインキャラクター原案 - 大塚真一郎[77]
- 監督 - 龍輪直征[77]
- シリーズ構成・脚本 - 後藤みどり[77]
- キャラクターデザイン - 岸田隆宏[77]
- 武器デザイン - 酒井智史、浮村春菜、原由知
- プロップデザイン - 八島祥子
- 料理デザイン - 林可爲
- キーアニメーター - 岩崎安利、千装直樹
- 美術監督 - 工藤ただし[77]
- 美術背景 - スタジオパインウッド
- 色彩設計 - 篠原愛子[77]
- 撮影監督 - 山本弥芳[77]
- 3DCGディレクター - 山崎嘉雅
- 編集 - 長谷川舞[77]
- 音響監督 - 本山哲[77]
- 音響効果 - 白石唯果[77]
- 音楽 - 高橋諒、伊藤賢[77]
- 音楽制作 - ポニーキャニオン[77]
- 音楽プロデューサー - 鎗水善史
- チーフプロデューサー - 佐藤潤、OK間、小山直紀
- プロデューサー - 黒須信彦、鈴木寿広、正木大督、里見哲朗、丸山創
- アニメーションプロデューサー - 栗山郁弘
- アニメーション制作 - ライデンフィルム[77]
- 製作 - 咲う アルスノトリア すんっ！ 製作委員会（グッドスマイルカンパニー、クランチロール、ニトロプラス、ポニーキャニオン、ジェイアール東日本企画、KADOKAWA、ウルトラスーパーピクチャーズ、BS日本）

### 主題歌
「はじまりへと続く場所」
ハナウタ（第五寮）［アルスノトリア（久野美咲）、メル（花井美春）、小アルベール（富田美憂）、ピカトリクス（幸村恵理）、アブラメリン（松井恵理子）］によるオープニングテーマ。作詞・作曲・編曲は伊藤賢と高橋諒。
「With you」
cluppoによるエンディングテーマ。作詞はcluppo、作曲・編曲はCrow。

### 各話リスト
| 話数   | サブタイトル     | 絵コンテ | 演出     | 作画監督                                                                                       | 総作画監督                 | 初放送日      |
| ------ | ---------------- | -------- | -------- | ---------------------------------------------------------------------------------------------- | -------------------------- | ------------- |
| 第1話  | すんすんすーん   | 龍輪直征 | 岩崎安利 | 迫江沙羅 浮村春菜 柑原豆真 内野明雄                                                            | 橋本純一                   | 2022年 7月6日 |
| 第2話  | ぎゃ―――――――!!!   | 畑博之   | 山本辰   | 太田宣貴 宮田奈保美                                                                            | 佐々木彩香                 | 7月13日       |
| 第3話  | すーん……         | 西田正義 | 板庇迪   | 佐藤友子 森悦史 内藤伊之介 森田実 内野明雄 藤田正幸                                            | 石山寛                     | 7月20日       |
| 第4話  | リ―――ンゴ――ン    | 井出安軌 | 吉田俊司 | 岡崎耕太郎 内藤伊之介 柑原豆真 キム ゾンウ イ ヨンミ                                           | 橋本純一 西真由子 柑原豆真 | 7月27日       |
| 第5話  | すー……           | 川畑喬   | 神谷望夢 | 清水和也 袁森茂 王褘                                                                           | 小林明美 江本正弘          | 8月3日        |
| 第6話  | しー             | 岩崎良明 | 藤代和也 | 𠮷田肇 太田宣貴 齊藤格 鞠野黄英 UEC                                                            | 柑原豆真                   | 8月10日       |
| 第7話  | ノ〜ノ〜ノ〜     | 寺東克己 | 吉田俊司 | 内野明雄 迫江沙羅 高岡淳一 千装直樹 鞠野黄英                                                   | 石山寛 鞠野黄英            | 8月17日       |
| 第8話  | わ―――――          | 宗廣智行 | 加藤大志 | 高山朋浩 宮田奈保美 岡崎耕太郎 江本正弘 坪田慎太郎 鈴木良子 森悦史 太田宣貴 今里佳子 神垣弥生  | 橋本純一 ユキシズク        | 8月24日       |
| 第9話  | う〜う〜うぉ〜〜 | 青柳隆平 | 藤代和也 | 胡峰誠 程震雷                                                                                  | 小林明美 江本正弘          | 8月31日       |
| 第10話 | すすすす――――     | 室谷靖   | 秋瀬咲良 | 三橋桜子 後藤孝宏 𠮷田肇 宮田奈保美 鞠野黄英 大野勉 大原大 カニ 閔賢淑 安孝貞 權龍狀           | 北原広大 迫江沙羅          | 9月7日        |
| 第11話 | せーの           | 川畑喬   | 吉田俊司 | 太田宣貴 迫江沙羅 前原薫 大野勉 高橋敦子 WONWOO                                                | 石山寛 柑原豆真            | 9月14日       |
| 第12話 | すんっ！         | 青柳隆平 | 加藤大志 | 岩崎安利 上野卓志 小林明美 酒井智史 佐藤友子 鞠野黄英 森悦史 𠮷田肇 迫江沙羅 安藤暢啓 佐藤千春 | ユキシズク 江本正弘        | 9月21日       |

### 放送局
| 放送期間               | 放送時間                     | 放送局   | 対象地域 | 備考                                       |
| ---------------------- | ---------------------------- | -------- | -------- | ------------------------------------------ |
| 2022年7月6日 - 9月21日 | 水曜 21:30 - 22:00           | AT-X     | 日本全域 | CS放送 / 字幕放送 / リピート放送あり       |
|                        | 水曜 23:00 - 23:30           | TOKYO MX | 東京都   |                                            |
| 2022年7月7日 - 9月22日 | 木曜 0:00 - 0:30（水曜深夜） | BS日テレ | 日本全域 | 製作参加 / BS放送 / 『アニメにむちゅ〜』枠 |

### BD
| 巻 | 発売日         | 収録話          | 品番       | 品番       |
| 巻 | 発売日         | 収録話          | 通常版     | 特装版     |
| -- | -------------- | --------------- | ---------- | ---------- |
| 1  | 2022年10月19日 | 第1話 - 第3話   | PCXP-50931 | SCXP-00131 |
| 2  | 2022年11月16日 | 第4話 - 第6話   | PCXP-50932 | SCXP-00132 |
| 3  | 2022年12月21日 | 第7話 - 第8話   | PCXP-50933 | SCXP-00133 |
| 4  | 2022年12月21日 | 第9話 - 第10話  | PCXP-50934 | SCXP-00134 |
| 5  | 2023年1月25日  | 第11話 - 第12話 | PCXP-50935 | SCXP-00135 |

### Webラジオ
『咲う アルスノトリア すんっ！ 放課後お茶会Radio』は、テレビアニメ『咲う アルスノトリア すんっ！』のWebラジオ。2022年7月13日から毎週水曜日、音泉と「ぽにきゃん-Anime PONY CANYON」（youtubeチャンネル）、公式サイト内のRadio項目にて配信。パーソナリティーにアルスノトリア役の久野美咲。音泉ではプレミアムだけのおまけパートがある。
- 各コーナー

ふつおた
「真の淑女を目指す、です！」
「すんっ！こんな匂いを感じました」
「あなたはどれ派？選択肢から選ぶ、です！」
「本日の、お菓子の代わりになるトーク」

### Webオリジナルボイスドラマ
YouTubeチャンネル「ぽにきゃん-Anime PONY CANYON」にて毎週水曜日に配信。期間限定配信で、1ヶ月間視聴が可能。各話の前日談や後日談、各シーンの舞台裏が楽しめる。全話の内容を、本編でシリーズ構成・脚本を担当している後藤みどりが書き下ろしている。

## 書籍

### 漫画
アニメのコミカライズ『咲う アルスノトリア すんっ！』が、2022年6月9日発売の『月刊ドラゴンエイジ』（KADOKAWA）7月号より2023年5月9日発売の6月号まで連載された。漫画ははっとりまさきが担当。
- はっとりまさき（漫画）・「咲う アルスノトリア」より（NITRO PLUS/GOOD SMILE COMPANY / 原案）『咲う アルスノトリア すんっ！』KADOKAWA〈ドラゴンコミックスエイジ〉、全2巻
  1. 2022年9月9日発売[82][83]、ISBN 978-4-04-074678-4
  2. 2023年7月7日発売[84]、ISBN 978-4-04-074995-2

### 小説
アニメオリジナルキャラクターであるリデルを中心としたノベライズ『咲う アルスノトリア すんっ！ 孤島の魔法鉱物学実習』がファミ通文庫（KADOKAWA）より2022年7月に刊行された。著者は櫂末高彰、口絵・本文イラストは桧野ひなこ、カバーイラストはライデンフィルム。
- 櫂末高彰（著）・「咲う アルスノトリア」より（NITRO PLUS/GOOD SMILE COMPANY / 原案）・桧野ひなこ（口絵・本文イラスト）・ライデンフィルム（カバーイラスト）『咲う アルスノトリア すんっ！ 孤島の魔法鉱物学実習』KADOKAWA〈ファミ通文庫〉、2022年7月29日発売[86]、ISBN 978-4-04-737113-2